# Liophis janaleeae
Liophis janaleeae este o specie de șerpi din genul Liophis, familia Colubridae, descrisă de Hugh Neville Dixon în anul 2000. A fost clasificată de IUCN ca specie cu risc scăzut. Conform Catalogue of Life specia Liophis janaleeae nu are subspecii cunoscute.